# Echinomacrurus
Echinomacrurus és un gènere de peixos actinopterigis de la família dels macrúrids i de l'ordre dels gadiformes.

## Taxonomia
- Echinomacrurus mollis (Roule, 1916)
- Echinomacrurus occidentalis (Iwamoto, 1979)[2][3][4][5][6][7]